# Kanton Lons-le-Saunier-2
 Lons-le-Saunier-2 is een kanton van het Franse departement Jura. Het kanton maakt deel uit van het arrondissement Lons-le-Saunier.    

In 2020 telde het 14.654 inwoners.

Het kanton werd gevormd ingevolge het decreet van 17 februari 2014 met uitwerking op 22 maart 2015 met Lons-le-Saunier als hoofdplaats. 

## Gemeenten
Het kanton omvat volgende gemeenten:
- Bornay
- Chilly-le-Vignoble
- Courbouzon
- Frébuans
- Geruge
- Gevingey
- Lons-le-Saunier (hoofdplaats) (zuidelijk deel)
- Macornay
- Messia-sur-Sorne
- Moiron
- Trenal
- Vernantois